# Compton (Kalifornie)
Compton je město v americkém státě Kalifornie, v Los Angeles County. Compton leží v jižní Kalifornii, jihovýchodně od centra města Los Angeles. Město bylo založeno roku 1888. Nechvalně Compton proslul vysokou kriminalitou a chudobou. Není doporučeno tam jezdit na dovolenou nebo se tam zdržovat. Důvodem je velký počet místních černošských a hispánských gangů. Těmi jsou například Bloods (označující se červenou barvou), Crips (označující se modrou barvou) či Sureños.

## Demografie
Podle sčítání lidu z roku 2010 zde žilo 96 455 obyvatel. Město má velice různorodé obyvatelstvo. Nehispánští běloši tvoří pouze 0,8 % obyvatelstva.

### Rasové složení
- 25,9 % Bílí Američané (nehispánští běloši 0,8 % + běloši hispánského původu 25,0 %)
- 32,9 % Afroameričané
- 0,7 % Američtí indiáni
- 0,3 % Asijští Američané
- 0,7 % Pacifičtí ostrované
- 36,2 % Jiná rasa
- 3,4 % Dvě nebo více ras

Obyvatelé hispánského nebo latinskoamerického původu, bez ohledu na rasu, tvořili 65 % populace.

## Osobnosti města
- Ken Carpenter (1913 — 1984), diskař
- James Coburn (1928 – 2002), herec[3]
- Earlene Brownová (* (1935 - 1983), koulařka a diskařka
- Charles Dumas (* (1937 - 2004), skokan do výšky
- Keb' Mo' (* 1951), bluesový zpěvák a kytarista
- Kevin Costner (* 1955), herec, zpěvák, režisér a producent
- Coolio (1963 - 2022), hudebník, raper, herec a hudební producent
- Mark Christopher Lawrence (* 1964), herec, stand-up komik a dabér
- Eazy-E (1964 – 1995), raper
- Dr. Dre (* 1965), hudební producent, raper
- Krist Novoselic (* 1965), baskytarista, člen skupiny Nirvana
- Ice Cube (* 1969), raper, herec a skladatel
- Anthony Anderson (* 1970), herec, komik, scenárista a moderátor
- Ava DuVernay (* 1972), filmová režisérka, producentka a scenáristka[4]
- Game (* 1979), rapper
- Lisa Leslie (* 1980), basketbalistka
- Quincy Watts (* 1980), atlet, běžec na 400 metrů
- Venus Williams (* 1980), tenistka
- Serena Williams (* 1981), tenistka
- Kendrick Lamar (* 1987), raper a skladatel
- DeMar DeRozan (* 1989), basketbalista, hráč NBA
- Tyga (* 1989), rapper
- Brandon Jennings (* 1989), basketbalista
- Roddy Ricch (* 1998), rapper, zpěvák a textař

## Partnerská města
- Apia, Samoa (2010)[5]
- Onitsha, Nigérie (2010)[5]
- Tărgovište, Bulharsko (2010)